# North Gigante Island
North Gigante Island est une île de la province de Iloilo aux Philippines.
Le Barangay de Granada de la Municipalité de Carles se situe sur l'île.

## Géographie
Elle est située à une vingtaine de kilomètres à l'est de Panay et à quatre kilomètres au nord de South Gigante Island.

## Biodiversité
Gekko gigante n'est connu que de South et North Gigante Island.